# 山田剛綺
山田 剛綺（やまだ ごうき、2000年9月19日 - ）は、京都府京都市出身のプロサッカー選手。Jリーグ・東京ヴェルディ所属。ポジションはフォワード（FW）。

## 略歴
京都橘高校では2年次に全国高等学校サッカー選手権大会に出場。卒業後は関西学院大学に進学。同大サッカー部では2021年と2022年の関西学生サッカーリーグ連覇に大きく貢献し、2022年には大会MVPに選ばれている。2022年9月8日、2023年シーズンからの東京ヴェルディ加入内定が発表された。
2023年3月25日、J2リーグ第6節のロアッソ熊本戦で途中出場し、プロデビューを飾った。そして5月7日のV・ファーレン長崎戦でプロ初得点を決めた。
2024年シーズンは東京ヴェルディの昇格に伴いJ1でプレー。第35節、アウェーのアルビレックス新潟戦でJ1初ゴールを決めた。
2025年シーズンは連敗スタートとなったチームの中で存在感を示していたが3月2日の第4節、ガンバ大阪戦の前半39分、ゴールキックのロングボールに競り合った着地の際、左ひざ付近が逆に曲がり倒れ込み、手でバツのマークを作って交代を要求。担架で運ばれ交代となった。3月6日に左膝の複合靱帯と半月板の損傷で全治約8ヶ月と発表され、長期離脱を余儀なくされた。

## 所属クラブ
- 嵯峨SSS
- ヴェルヴェント京都FC
- 京都橘高校
- 関西学院大学
- 2023年 -   東京ヴェルディ1969

## 個人成績
| 国内大会個人成績 | 国内大会個人成績 | 国内大会個人成績 | 国内大会個人成績 | 国内大会個人成績 | 国内大会個人成績 | 国内大会個人成績 | 国内大会個人成績 | 国内大会個人成績 | 国内大会個人成績 | 国内大会個人成績 | 国内大会個人成績 |
| 年度             | クラブ           | 背番号           | リーグ           | リーグ戦         | リーグ戦         | リーグ杯         | リーグ杯         | オープン杯       | オープン杯       | 期間通算         | 期間通算         |
| 年度             | クラブ           | 背番号           | リーグ           | 出場             | 得点             | 出場             | 得点             | 出場             | 得点             | 出場             | 得点             |
| 日本             | 日本             | 日本             | 日本             | リーグ戦         | リーグ戦         | リーグ杯         | リーグ杯         | 天皇杯           | 天皇杯           | 期間通算         | 期間通算         |
| ---------------- | ---------------- | ---------------- | ---------------- | ---------------- | ---------------- | ---------------- | ---------------- | ---------------- | ---------------- | ---------------- | ---------------- |
| 2019             | 関西学院大       | 34               | 他               | -                | -                | -                | -                | 1                | 0                | 1                | 0                |
| 2021             | 関西学院大       | 13               | 他               | -                | -                | -                | -                | 2                | 0                | 2                | 0                |
| 2023             | 東京V            | 27               | J2               | 30               | 3                | -                | -                | 1                | 1                | 31               | 4                |
| 2024             | 東京V            | 27               | J1               | 24               | 1                | 2                | 0                | 2                | 1                | 28               | 2                |
| 2025             | 東京V            | 13               | J1               |                  |                  |                  |                  |                  |                  |                  |                  |
| 通算             | 日本             | 日本             | J1               | 24               | 1                | 2                | 0                | 2                | 1                | 28               | 2                |
| 通算             | 日本             | 日本             | J2               | 30               | 3                | -                | -                | 1                | 1                | 31               | 4                |
| 通算             | 日本             | 日本             | 他               | -                | -                | -                | -                | 3                | 0                | 3                | 0                |
| 総通算           | 総通算           | 総通算           | 総通算           | 54               | 4                | 2                | 0                | 6                | 2                | 62               | 6                |

出場歴
- Jリーグ初出場 - 2023年3月25日 J2第6節 ロアッソ熊本戦 (味の素スタジアム)
- Jリーグ初得点 - 2023年5月7日 J2第14節 V・ファーレン長崎戦 (トランスコスモススタジアム長崎)
- その他の公式戦
  - 2023年 J1昇格プレーオフ 2試合0得点

## タイトル

### クラブ
関西学院大学体育会サッカー部
- 関西学生サッカーリーグ：2回（2021年、2022年）

### 個人
- 関西学生サッカーリーグ・最優秀選手（2022年）[6]